# Zabur

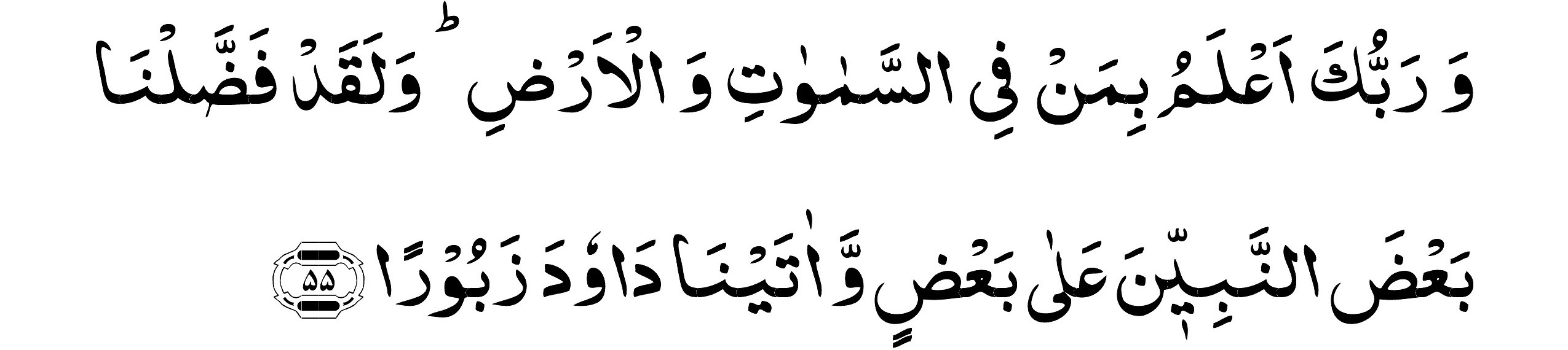
Zabur, texte sacré

Zabur (en arabe : زبور) est le livre sacré des sabéens et, selon l'islam, l'un des livres saints révélés par Allah avant le Coran (les autres mentionnés dans le texte coranique étant la Tawrat, l'Injil et les Feuillets d'Abraham et Moise). 
Le Zabur fait communément référence au livre des Psaumes. Le terme zabur est l'équivalent arabe de l'hébreu zimra, qui signifie « chant, musique ». Zamir (chanson) et mizmor (psaume) sont dérivés de zamar, qui signifie chanter une louange, faire de la musique.

## Dans le Coran
Dans le Coran, le Livre des Psaumes, désigné par le terme « Zabur », est l'un des livres qui ont été révélés par Allah (le Dieu unique) avant le Coran, tels par exemple la Tawrat (Torah) et l'Injil (l'Évangile).
Le Coran cite quatre fois le Zabur qui fut révélé à David :
- Al-Imran (La Famille d'Imran) - 3. 184 : « S’ils te [Muḥammad] traitent de menteur, des prophètes avant toi, ont certes été traités de menteurs. Ils étaient venus avec les preuves claires, les Psaumes [Zabur] et le Livre lumineux. » ;

- An-Nisa (Les Femmes) - 4. 163 : « Nous t’avons fait une révélation comme Nous fîmes à Noé et aux prophètes après lui. Et Nous avons fait révélation à Abraham, à Ismaël, à Isaac, à Jacob, aux Tribus, à Jésus, à Job, à Jonas, à Aaron et à Salomon, et Nous avons donné le Zabour à David. » ;

- Al-Isra (Le Voyage nocturne) - 17. 55 : « Et ton Seigneur est plus Connaisseur de ceux qui sont dans les cieux et sur la terre. Et parmi les prophètes, Nous avons donné à certains plus de faveurs qu’à d’autres. Et à David nous avons donné le "Zabour". » ;

- Al-Anbiya (Les Prophètes) - 21. 105 : « Et Nous avons certes écrit dans le Zabour, après l’avoir mentionné (dans le Livre céleste), que la terre sera héritée par Mes bons serviteurs »[3].